# EIF4EBP1
EIF4EBP1 (англ. Eukaryotic translation initiation factor 4E binding protein 1) – білок, який кодується однойменним геном, розташованим у людей на короткому плечі 8-ї хромосоми. Довжина поліпептидного ланцюга білка становить 118 амінокислот, а молекулярна маса — 12 580.
| 10         |  | 20         |  | 30         |  | 40         |  | 50         |
| ---------- |  | ---------- |  | ---------- |  | ---------- |  | ---------- |
| MSGGSSCSQT |  | PSRAIPATRR |  | VVLGDGVQLP |  | PGDYSTTPGG |  | TLFSTTPGGT |
| RIIYDRKFLM |  | ECRNSPVTKT |  | PPRDLPTIPG |  | VTSPSSDEPP |  | MEASQSHLRN |
| SPEDKRAGGE |  | ESQFEMDI   |  |            |  |            |  |            |

A: Аланін

C: Цистеїн

D: Аспарагінова кислота

E: Глутамінова кислота

F: Фенілаланін

G: Гліцин

H: Гістидин

I: Ізолейцин

K: Лізин

L: Лейцин

M: Метіонін

N: Аспарагін

P: Пролін

Q: Глутамін

R: Аргінін

S: Серин

T: Треонін

V: Валін

Кодований геном білок за функціями належить до інгібіторів синтезу білка, фосфопротеїнів. 
Задіяний у таких біологічних процесах, як регуляція трансляції, ацетилювання. 